# Olga Elena Mattei
Olga Elena Mattei  (Arecibo, Puerto Rico, 1933) es una poeta antioqueña, nacida en Puerto Rico.
Estudió Filosofía, Letras, Arte y Decoración, en la Universidad Pontificia Bolivariana de Medellín. Su obra ha sido traducida a varios idiomas y se ha presentado en diversos auditorios del mundo. 
Ha ganado varios premios de poesía en Colombia y otros países de habla hispana. Ha escrito alrededor de 23 libros publicados, 41 inéditos y miles de poemas por mecanografiar y recopilar, todos ellos en español.  
Además de su labor literario, ella ha sido crítica de arte, actriz de teatro, bailarina de ballet, modelo, presentadora y galerista.

## Carrera
Su cantata Cosmofonía fue estrenada en la Radio y TV Francia en 1976 con música del maestro compositor Marc Carles.
En 1979 participó en el "International Writers Program" de la Universidad de Iowa. Su obra ha sido incluida en más de 120 antologías y diccionarios internacionales y nacionales.  
Su poema multimedia sobre el cosmos, Cosmoagonía fue presentada en los planetarios de Nueva York, Washington, Toronto, Santo Domingo, Puerto Rico, México y Colombia.
Fue incluida en la lista de los 100 antioqueños del siglo XX y en la colección de postales "Grandes Hombres de Antioquia" (sólo 12 mujeres), donde era la única escritora, así como en una lista de investigaciones biográficas de la Universidad de Antioquía de los diez escritores antioqueños más importantes, en la que era la única poeta viva.  
La actividad literaria de Olga Elena Mattei se extendió al periodismo, la crítica de arte y de música. Durante casi 15 años colaboró regularmente con la columna de crítica musical del periódico "El Mundo" de Medellín, en la que comenta, entre otras cosas, los conciertos de las Orquestas de Medellín. También fue periodista cultural honoraria durante 25 años en el diario El Colombiano
Brindó conferencias sobre arte y culturas antiguas. También condujo programas culturales de radio y televisión 
Hasta 2009 tenía en su haber 18 obras publicadas y 39 inéditas.

## Distinciones
- Premio Nacional de Poesía Guillermo Valencia, otorgado por Colcultura en 1973.[3]
- Premio Internacional de Poesía Café Marfil, Elche, en 1974[3]
- Orden Les Aniseteurs du Roi, París, 1976.[3]
- Premio Nacional de Poesía Porfirio Barba Jacob, Medellín, 2004[3]
- Premio Nacional de  Poesía Meira del Mar en 2007. [3]

## Obras

### Poesía
- Síladas de arena (1962).
- Pentafonía (1964)
- La gente (1973), premiado y publicado por el Instituto Colombiano de Cultura en 1973.[3]
- Huellas en el agua(1974)
- Cosmofonía (1975)
- Conclusiones finales (1989)
- Regiones del más acá (1994)
- Cosmoagonía” (1995)
- Los ángeles del océano (2000)
- Escuchando al Infinito (2005)
- El profundo placer de este dolor (2007)

### Otras publicaciones
- Abre la Puerta de la Ciudad (premiado en Colombia)
- La Voz de Olga Elena Mattei (disco Colección HJCK)
- 4 Cuadernillos de Poesía (de tres Universidades y de la Gobernación de Antioquia.

## Fragmentos de sus poemas
He fracasado como madre 
como esposa
como amante
como lectora
como filósofa.
Lo único que puedo hacer
mediocremente bien
es ser
señora burguesa
y despreciable
imperdonablemente inútil.

(Fragmento del poema “La señora burguesa”).